# Żytanie
Żytanie (ukr. Житані) – wieś na Ukrainie na terenie rejonu włodzimierskiego w obwodzie wołyńskim, w 2024 roku liczyła ona 225 mieszkańców.